# Tito Pomponio Antistiano Funisulano Vetoniano
Tito Pomponio Antistiano Funisulano Vetoniano (en latín: Titus Pomponius Antistianus Funisulanus Vettonianus) fue un senador romano, que vivió a finales del siglo I y principios del siglo II, y desarrolló su cursus honorum bajo Trajano y Adriano. Fue cónsul sufecto en el Nundinium de julio - septiembre de 121 junto a Lucio Pomponio Silvano.

## Orígenes familiares
La historia familiar de Vetoniano es poco conocida, El historiador Bernard Rémy en su prosopografía de los gobernadores imperiales de Anatolia, está seguro de que no es la misma persona que Tito Pomponio Mamiliano Rufo Antistiano Funisulano Vetoniano, atestiguado como legado de la Legio XX Valeria Victrix, aunque admite que los dos Funisulanos están estrechamente relacionados por parentesco; además de nombres similares, los dos son de la misma tribu, la Galeria. Anthony Birley especula que el comandante legionario puede ser el padre de este Vetoniano. También está claro que ambos están relacionados de alguna manera con el general de la dinastía flavia y cónsul sufecto en el año 78, Lucio Funisulano Vetoniano, pero ese general pertenecía a una tribu diferente, la Aniensis. Una inscripción fragmentaria encontrada en Posta, en el centro de Italia, menciona a [...] ae Funisulanae T (iti) f (iliae) uxoris, que puede ser su esposa o hija; si es así, sugeriría que Vetoniano tenía alguna conexión con el área.

## Carrera política
Antes de su consulado, todo lo que sabemos con certeza sobre la vida de Vetoniano es que fue gobernador de la provincia imperial de Licia y Panfilia. Werner Eck fecha su cargo de gobernador entre los años 117 al 120, entre el cargo de gobernador de su predecesor inmediato Gayo Trebio Máximo y su consulado en 121. Rémy está de acuerdo con estas fechas.